# Робертсонівська транслокація
Робертсонівська транслокація, також злиття довгих плечей або центричні злиття — це рідкісна форма хромосомної транслокації, при якій відбувається злиття акроцентричних хромосом з повною або частковою втратою матеріалу коротких плечей. У людини така транслокація відбувається з п'ятьма акроцентричними хромосомними парами, а саме 13, 14, 15, 21 та 22 хромосомами. Інші транслокації також відбуваються, але не формують життєздатного плоду. Транслокація названа на честь американського біолога Вільяма Ріса Бребнера Робертсона, Ph.D. (1881–1941), який вперше описав таку транслокацію у стрибунців у 1916 році.

## Опис
Робертсонівська транслокація є видом невзаємної транслокації, яка відбувається з двома гомологічними (спареними) або негомологічними хромосомами (тобто різними хромосомами, які не належать до гомологічної пари). Спільною рисою в них є наявність акроцентричної центромери, що ділить хромосому на довге плече (яке містить більшість генів) та коротке плече. Під час робертсонівської транслокації відповідні хромосоми втрачають короткі плечі, а довгі плечі зливаються, формуючи єдину хромосому з єдиною центромерою. Короткі плечі також зливаються схожим чином, але як правило містять неінформативні гени і втрачаються у наступні декілька поділів клітини. Найчастіше така транслокація відбувається з п'ятьма акроцентричними хромосомними парами, а саме 13, 14, 15, 21 та 22 хромосомами, оскільки їх короткі плечі містять інформацію про рибосомну РНК, яка присутня в достатній кількості копій в інших хромосомах. Більшість робертсонівських транслокацій відбувається між хромосомними парами 13 та 14, 14 та 21, та 14 і 15.
Серед новонароджених робертсонівська транслокація спостерігається в одного з тисячі немовлят.

## Наслідки
Більшість людей з робертсонівською транслокацією мають тільки 45 хромосом у кожній своїй клітині,весь суттєвий генетичний матеріал і тому видаються звичайними. Однак їх діти можуть бути або звичайними, несучи злиту хромосому (залежно від хромосоми, яка присутня в гаметі), або отримати відсутнє або занадто довге плече акроцентричної хромосоми. Тому потенційним носіям хромосомних транслокацій при плануванні дітей рекомендується медико-генетична консультація та генетичне тестування.
Наприклад, коли в рамках робертсонівської транслокації у людей, поєднуються довгі плечі хромосоми 21 та 14 (чи 15), гетерозиготний носій є фенотипово звичайним, оскільки має дві копії всіх основних хромосомних плечей, а отже відповідно і всіх важливих генів. Однак нащадки такого носія можуть отримати незбалансовану трисомію 21-ї хромосоми, яка спричиняє синдром Дауна.
У збалансованій формі робертсонівська транслокація не має наслідком надлишку чи дефіциту генетичного матеріалу і не спричиняє проблем зі здоров'ям. У незбалансованій формі ця транслокація спричиняє хромосомні нестачу або надлишок і має наслідком складні генетичні деформації, включно з трисомією 13-ї хромосоми (синдром Патау) та трисомію 21-ї хромосоми (синдром Дауна).
Зрідка, така сама транслокація може бути присутня гомозиготно, якщо дитину зачали гетерозиготні батьки з однаковою робертсонівською транслокацією. В такому випадку в них може народитись життєздатне потомство з 44 хромосомами.